# ویلارد، ویرجینیا
ویلارد (به انگلیسی: Willard) یک منطقهٔ مسکونی در ایالات متحده آمریکا است که در شهرستان لادن، ویرجینیا واقع شده‌است.